# Segnozaur
Segnozaur ("wolny jaszczur", z łac. segnis – "wolny" lub "niemrawy" oraz gr. sauros – "jaszczur") – duży dinozaur należący do nadrodziny terizinozauroidów z grupy celurozaurów. Żył w epoce późnej kredy (ok. 98-90 milionów lat temu), występował w Azji na terenie współczesnej Mongolii. Został odkryty i opisany w 1979 r. przez dr A. Perle na podstawie fragmentarycznych skamieniałości należących do trzech osobników. 

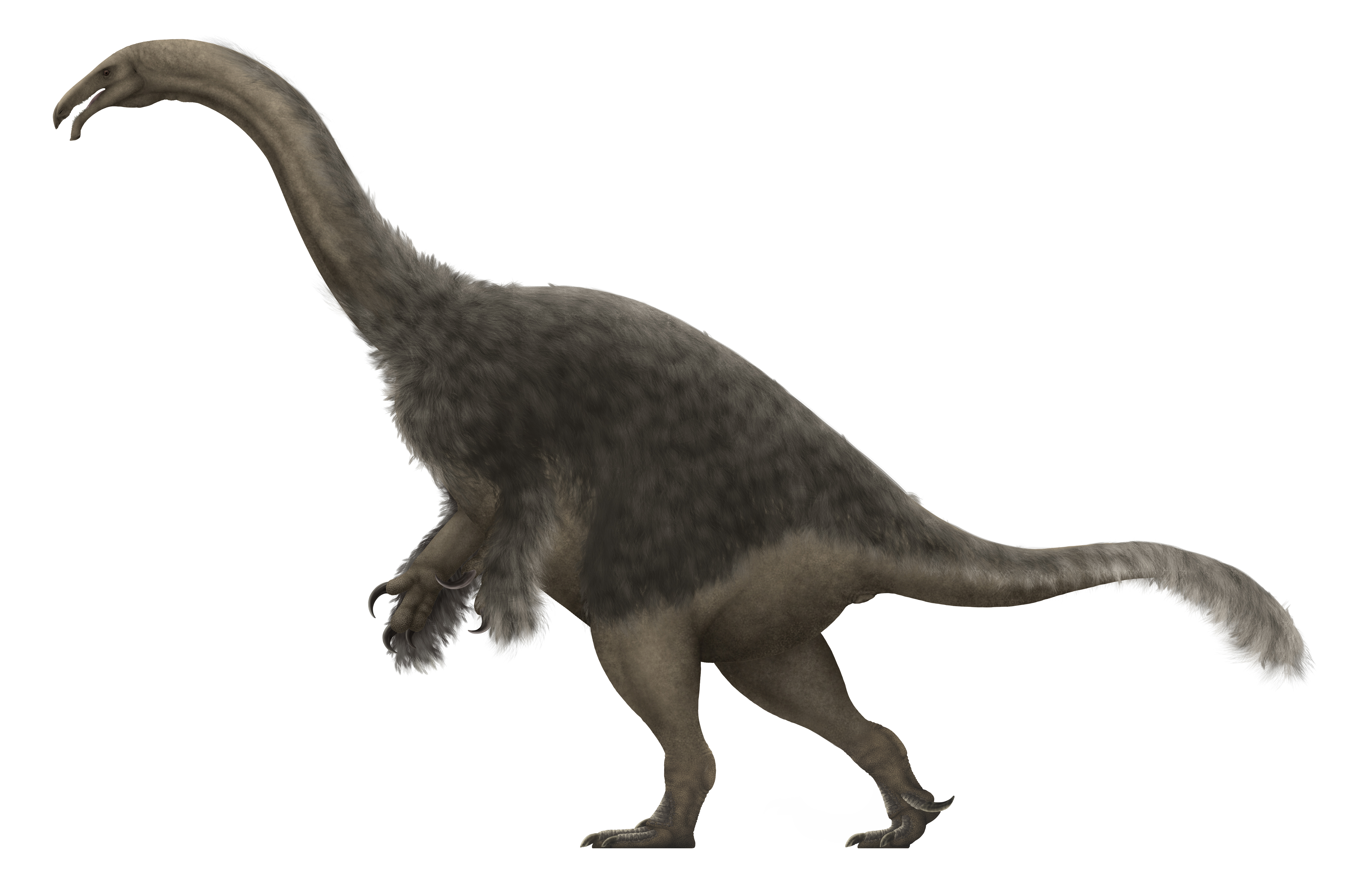
Rekonstrukcja segnozaura